# As Aventuras de Cacá
As Aventuras de Cacá (わんぱく大昔クムクム, Wanpaku Omukashi Kumu Kumu) é uma série de mangá escrita e ilustrada por Yoshikazu Yasuhiko. Foi adaptada em anime na TV com 26 episódios pela Sunrise e ITC Japan e foi dirigida por Rintaro' e foi transmitida no Japão pela TBS entre 3 de outubro de 1975 até 26 de março de 1976.
No Brasil o anime foi exibido pelo SBT no início dos anos 80.

## Enredo
Cacá é uma criança de 5 anos, filho do chefe da aldeia Tribo da Montanha, tem uma irmã adolescente e um irmão mais novo que o segue aonde quer que vá. Eles vivem na idade da pedra afinal, onde dinossauros pré-históricos com imaginação e humanos coexistem.
Cacá e seus amigos Mochila, Cheirosa e Barum faziam o seu aprendizado brincando de diversos jogos ou então explorar, juntamente com seus amigos a natureza e os outros poucos povoados que por lá existiam.
Todos eles moravam num povoado denominado como Tribo da Montanha, um local muito rudimentar, que ficava perto da Montanha de Fogo, nome que eles davam ao vulcão. As aventuras de cada episódio mostravam os garotos interagindo com os animais, a natureza e aprendendo a compreender e dominar os seus ciclos e movimentos e dessa maneira aumentar seu conhecimento.
Cacá e todo o povoado contavam também com os conhecimentos de um velho sábio chamado Enciclopédia que ajudava o seu povo e passava várias informações para que eles pudessem conhecer suas histórias.

## Elenco
- Kazue Tagami como Kum-Kum, um menino travesso e gentil e o personagem principal.
- Teruko Akiyama como Chiru-Chiru, namorada de Kum-Kum, cujo pai já faleceu.
- Yoshiko Ohta como Aron, um dos amigos fiéis de Kum-Kum.
- Kōko Kagawa como Mochi-Mochi, amigo tímido de Kum-Kum.
- Youko Asagami como Furu-Furu, a irmã adolescente de Kum-Kum.
- Kousei Tomita como Paru-Paru, opai rabugento de Kum-Kum.
- Mitsuko Tomoba como Maru-Maru, a doce mãe de Kum-Kum.
- Ryūji Saikachi como Klopedia, o sábio ancião da vila, que vive cercado por livros de pedra.
- Ryusei Nakao como Roman, filho de Klopedia que eventualmente se casa com Furu-Furu.

## Músicas
Abertura
- KUMU KUMU no uta de Horie Mitsuko.

Encerramento
- Saurus-kun de Horie Mitsuko.

## Curiosidades
- O nome original de Cacá, Kum Kum, foi de onde se originou o apelido "Kun", utilizado pelo futebolista argentino Sergio Agüero[6]